# Colonia del Carmen, Zacatecas
Colonia del Carmen är en ort i Mexiko.   Den ligger i kommunen Villanueva och delstaten Zacatecas, i den centrala delen av landet, 500 km nordväst om huvudstaden Mexico City. Colonia del Carmen ligger 2 043 meter över havet och antalet invånare är 266.
Terrängen runt Colonia del Carmen är kuperad västerut, men österut är den platt. Runt Colonia del Carmen är det glesbefolkat, med 12 invånare per kvadratkilometer. Närmaste större samhälle är Villanueva, 10,1 km sydost om Colonia del Carmen. I omgivningarna runt Colonia del Carmen växer huvudsakligen savannskog.